# Estrutura estelar

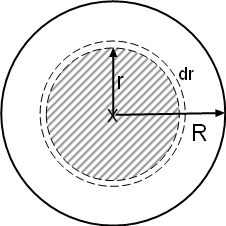
Esquema de uma estrela. Em uma seção esférica qualquer, a massa não experimenta expansões nem contrações, pelo que se considera um sistema quase-estático. Assim mesmo sua forma se aproxima bastante bem a de uma esfera

O modelo mais simples de estrutura estelar é a aproximação quase-estática de simetria esférica. O modelo assume que a estrela se situa muito próxima de una situação de equilíbrio hidrostático no qual apenas há movimentos verticais nítidos e, por sua vez, também se considera que a forma do astro possui simetria esférica. Todo isto é em essência correto para a grande maioria das estrelas observáveis.
Todas as estrelas que se mantém ativas possuem um núcleo no qual realizam as reações de fusão nuclear e um manto através do qual o calor e a radiação são transportados mediante processos de radiação e convecção. Finalmente está a camada mais superficial das estrellas, sua atmosfera. Nela se produzem os fenômenos visíveis tais como protuberâncias solares, ejeções de massa coronal, manchas solares, etc. Todas estas camadas mudarão de tamanho e e inclusive sua disposição ao longo do ciclo evolutivo da estrela.

## Equilíbrio hidrostático
- Mais informação em: Evolução estelar

Neste gif, vemos um esquema simples onde mostra uma ideia de como é a interação entre a força de atração gravitacional e a pressão.

As estrelas permanecem estáveis a maior parte de sua vida sob o chamado equilíbrio hidrostático. Nesta situação, a gravidade e a pressão se contrapõe. Por isto, enquanto se encontrem em equilíbrio, se diz que as estrelas são sistemas quase-estáticos. Estáticos, porque não há deslocamentos verticais líquido, o que nos permite escrever uma simples equação da variação da massa em função do raio. Assim mesmo, a estaticidade não é total, já que, até certo ponto, a pressão próxima da superfície vence ligeiramente permitindo uma fuga constante de massa na forma de vento solar. Esta fuga se faz mais patente a partir das 10 massas solares. Nestas estrelas supermassivas os ventos são tão intensos que a massa que escapa delas chega a modificar substancialmente a massa total da estrela, chegando incluseve a variar sua evolução natural.
1.- Equação da variação da pressão em função do raio: {\displaystyle -{\partial P \over \partial r}={Gm\rho _{r} \over r^{2}}}
2.- Equação da variação da massa em função do raio: {\displaystyle {\partial m \over \partial r}=4\pi r^{2}\rho _{r}}
Onde r é a distância ao centro, P(r) é a pressão a uma profundidade determinada, m(r) é a massa acumulada a uma distância r do centro, e ρ(r) é a densidade de matéria a essa profundidade.
Nota: Pressão e massa se considerão constantes ao longo do tempo, atendendo-nos o critério de estaticidade. No caso da massa em função do raio usamos a equação das superfícies esféricas, supondo-se que as estrelas possuem tal simetria.

## Aproximação de uma simetria esférica
Se pode considerar que a maioria das estrelas têm simetria esférica, porque a força centrífuga (Fc) gerada por sua rotação é muito menor que sua força gravitacional (Fg).
{\displaystyle F_{c}\ll F_{g}\rightarrow \left|m\omega ^{2}R\right|\ll \left|{\frac {GMm}{R^{2}}}\right|\rightarrow \left|\omega \right|\ll \left|{\frac {GM}{R^{3}}}\right|^{1/2}=\left|{\frac {1}{\tau _{d}}}\right|\rightarrow T\gg \tau _{d}}
Onde ω é a frequência angular ({\displaystyle \omega =2\pi f}), R o raio da estrela, M sua massa, T o período de rotação e τd o tempo dinâmico. Ver: Evolução estelar.
No caso do Sol, com um período de rotação de um mês e um tempo dinâmico de meia hora aproximadamente, podemos comprovar que sua velocidade de rotação é muito mais lenta que o tempo dinâmico de queda livre. Isso quer dizer que não será perceptível nenhum abaulamento no seu equador. Só algumas estrelas com ritmos de rotação muito elevados sofrem uma deformação por esta causa. Porém estas estrelas são muito raras. De fato, o efeito de achatamento nos pólos no Sol é umas 15 vezes menor que na Terra.

## Estimativa da pressão central
A pressão central (Pc) é a do ponto de maior pressão de toda a estrela, já que suporta o peso de toda a massa por inteiro. Ele comporta que seja nesta região onde o ritmo de reações de fusão é mais elevado. Podemos estimar seu valor mediante cálculos aproximados.
Aproximação 1:
Se considerará aos diferenciais (dx) de pressão e raio como variações (Δx).
{\displaystyle {\frac {\partial P}{\partial r}}\simeq {\frac {\Delta P}{\Delta r}}={\frac {P_{s}-P_{c}}{R-0}}={\frac {-P_{c}}{R}}}
Como se vê, se considerou nulas a pressão superficial (Ps) e também a posição no centro, pois é o centro das coordenadas radiais.
Aproximação 2:
Se toma o valor médio para a densidade da estrela porque desconhecemos sua função de densidade real. Para aproximar devidamente, convertemos a estrela em um corpo com a metade de massa e a metade do raio.
{\displaystyle -\rho {\frac {Gm}{r^{2}}}\simeq -{\bar {\rho }}{\frac {G(M/2)}{(R/2)^{2}}}}
Como se vê, a aproxição 2 também é bastante grosseira.
Se consideramos que a densidade média é a massa M da estrela (entendida esta como uma esfera de raio R ) dividida por seu volume, teremos que: {\displaystyle {\bar {\rho }}={\frac {M}{(4/3)\pi R^{3}}}}
Assim pois, a pressão central estimada em uma estrela é: {\displaystyle P_{c}\sim {\frac {3}{2\pi }}{\frac {GM^{2}}{R^{4}}}}
No caso do Sol, se obtém 5,4·1014Pa; mas, de fato, mediante cálculos a partir de modelos integrados modernos, se obtém 2,7·1016Pa, que é um resultado bastante diferente do obtido a partir desta rude porém orientativa aproximação.

## Aproximação a um gás ideal
Dado que o material estelar se encontra altamente ionizado, se pode considerá-lo como um gás ideal, inclusive a pressões tão elevadas. A razão estrita em que o plasma de partículas ocupa muito menos espaço que os átomos e moléculas inteiros.  Este fato se comprenderá facilmente se leva-se em conta que um átomo com a nuvem eletrônica completa ocupa 50.000 vezes mais que o núcleo atómico dela desprovido. Os íons se movem livremente apenas com interação entre eles. Assim, o comportamento termodinâmico deste fluido (plasma) se rege pelas equações dos gases ideais: {\displaystyle P\mu =\rho RT\,\!}
Onde P é a pressão, μ o massa molecular médio por partícula, ρ a densidade, R a constante universal dos gases e T sua temperatura.

## Estimativa da temperatura central
Uma primeira estimativa da temperatura central é fácil de deduzir a partir do dado obtido para a pressão central e assumindo que o plasma estelar atua como um gás ideal. Assim pois, usando a equação dos gases ideais se substitui a pressão central e a densidade média obtendo-se assim uma cota superior para a temperatura central.
{\displaystyle T_{c}={\frac {\mu _{c}}{R}}{\frac {P_{c}}{\rho _{c}}}<{\frac {\mu _{c}}{R}}{\frac {P_{c}}{\bar {\rho }}}={\frac {2\mu _{c}GM}{RR_{*}}}}
Para o Sol isto nos dá que Tc < 2,3·107K o qual é um valor bastante bom se tem-se em conta que os dados obtidos dos modelos precisos dão que Tc = 1,5·107K